# Punggol Lightrail

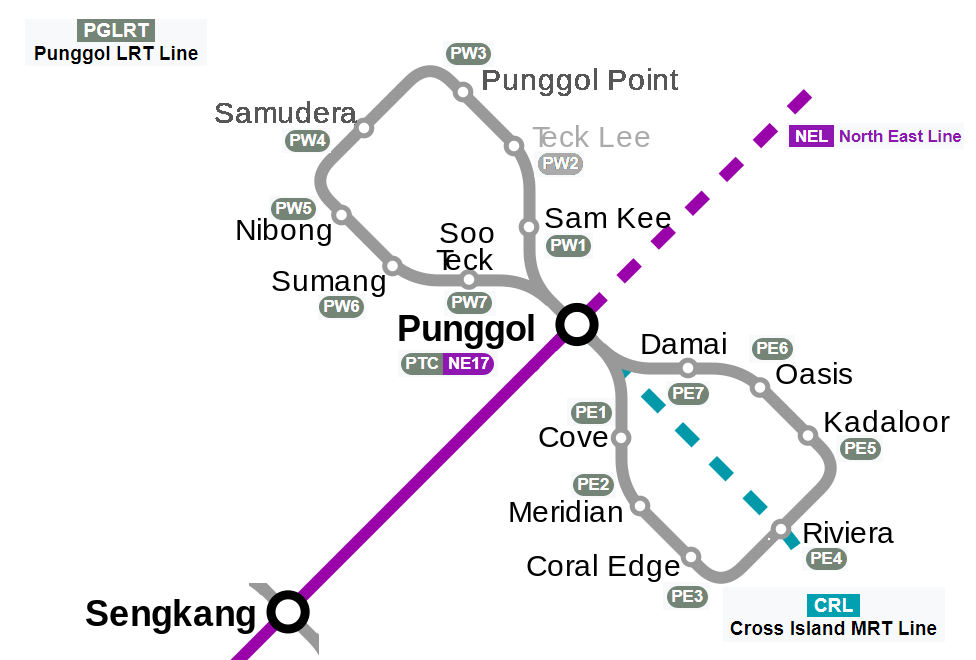
Singapore Punggol LRT Map

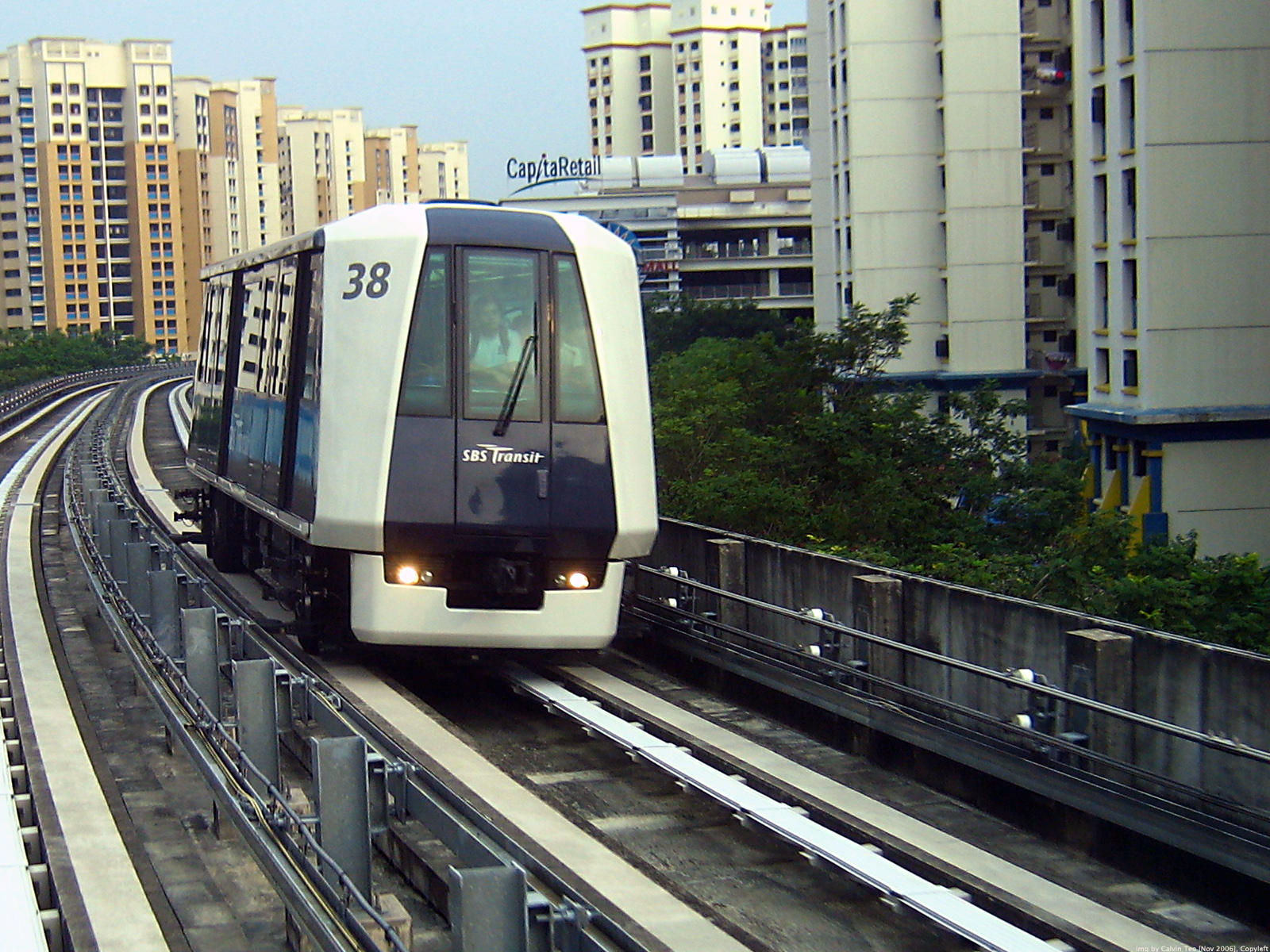
Singapore Crystal Mover

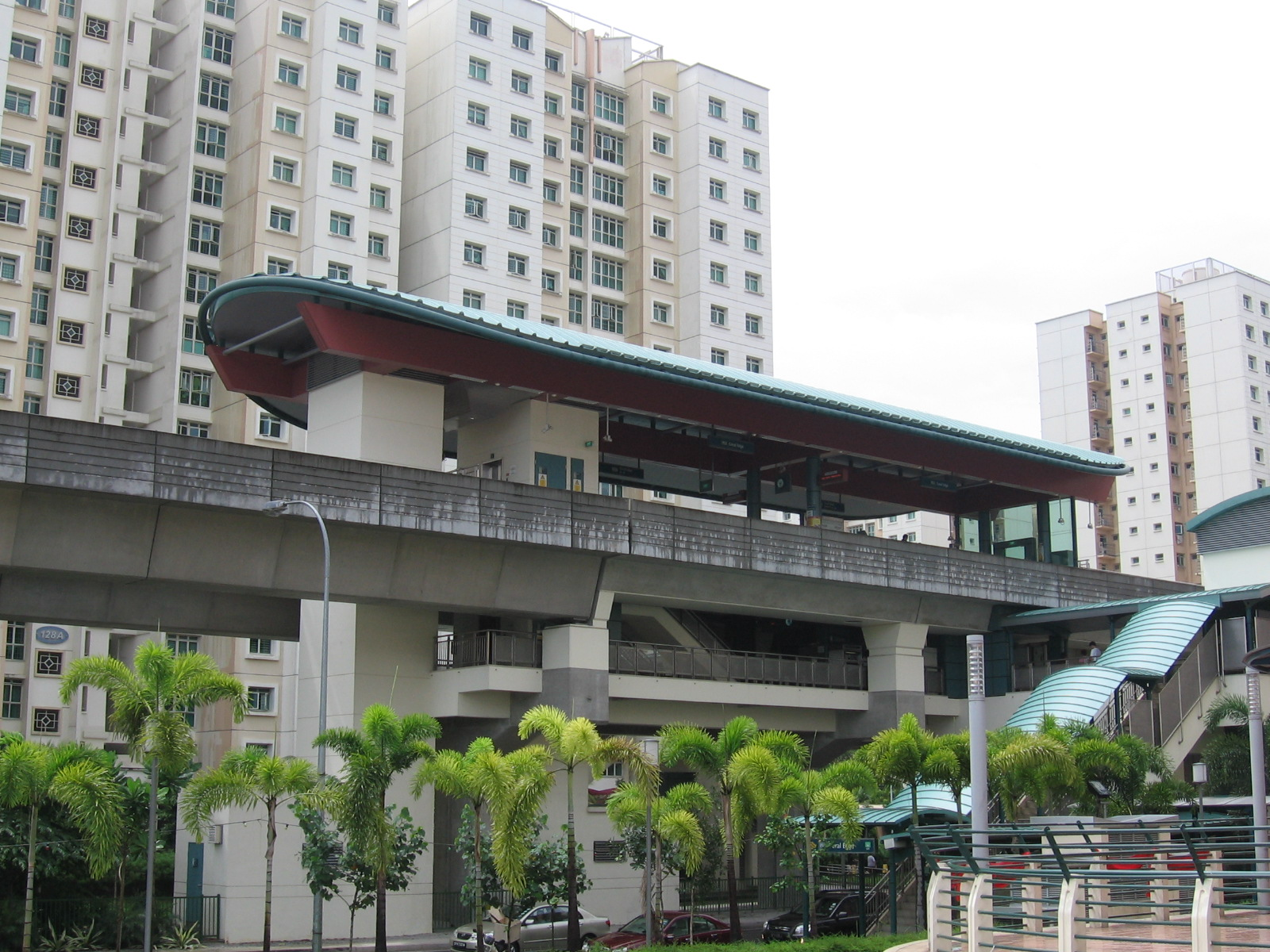
Coral Edge LRT Station

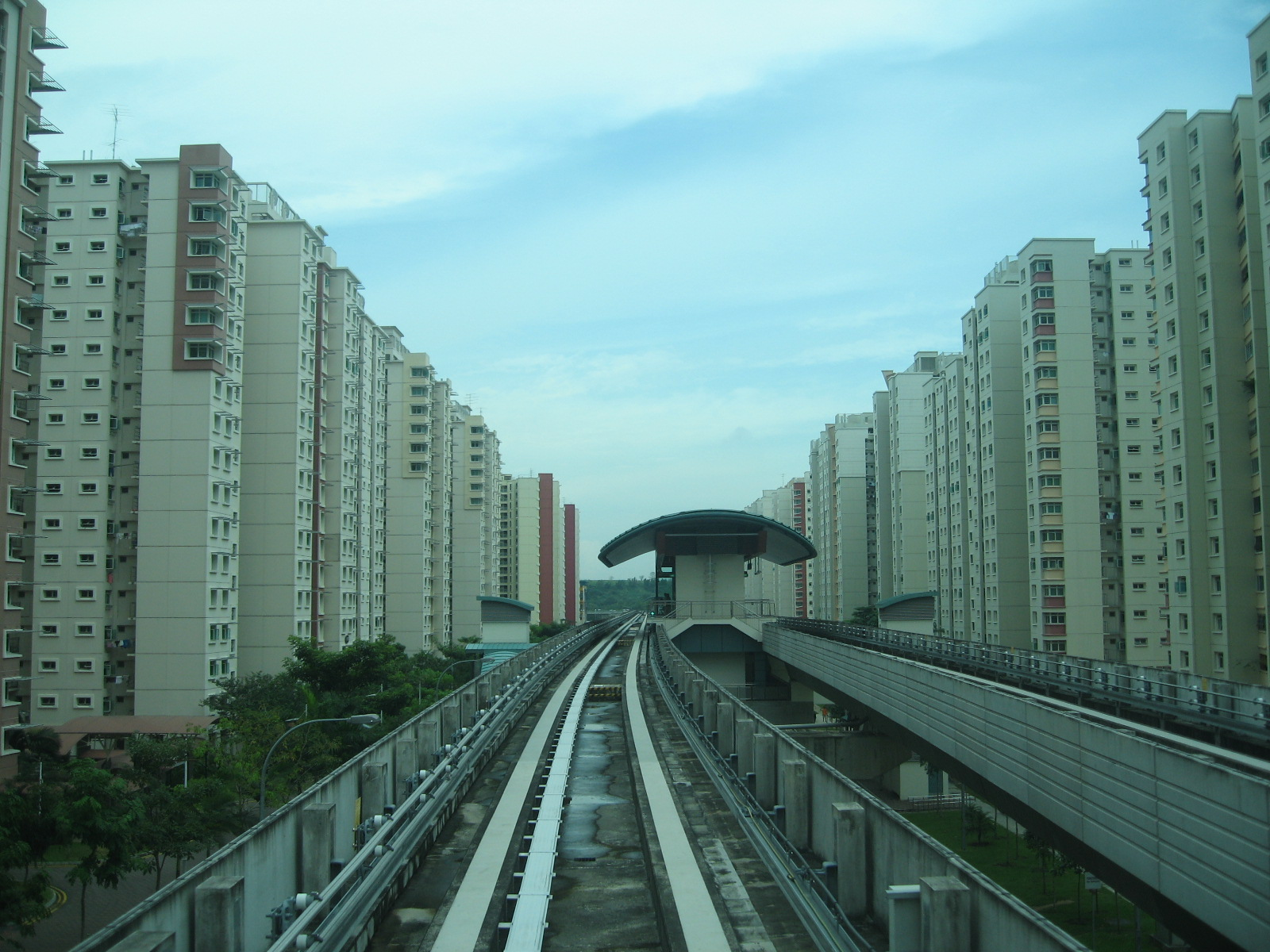
Punggol Lightrail

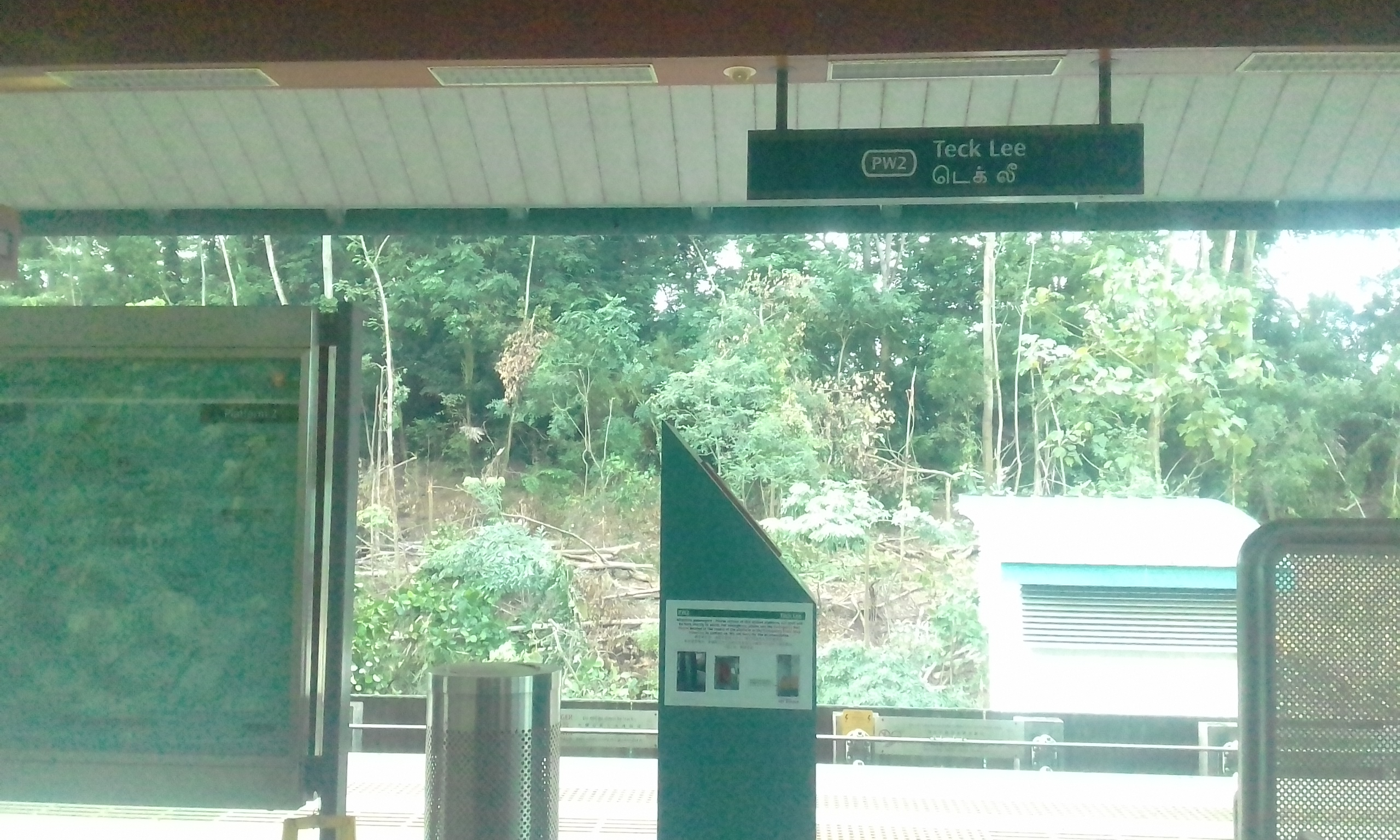
Teck Lee station, anno 2017 nog niet in gebruik

De Punggol Lightrail PGLRT (Maleis: Laluan LRT Punggol, Chinees: 榜鹅轻轨线, Tamil: பொங்கோல் எல்ஆர்டி வரி) is een volledig geautomatiseerde openbaarvervoerverbinding in Singapore. Het netwerk is 10,3 km lang en geheel bovengronds aangelegd op een verhoogd traject, geheel gescheiden van ander verkeer, waarbij het zowel als een automatische people mover als een metrolijn kan gezien worden.

## Netwerk
De lijn bestaat uit een oostelijke en een westelijke lus. De oostelijke lus werd op 29 januari 2005 geopend, met treinverkeer in een richting. Twee stations werden initieel nog niet bediend, deze werden in de daaropvolgende jaren in dienst genomen naarmate de bouwwerkzaamheden van woningen die het station bedient vorderden. Alle stations van de oostelijke lus, en het tweerichtingsverkeer op de lijn zijn actief sinds 20 juni 2011.
De (noord)westelijke lus werd voor de eerste drie stations in dienst genomen op 29 juni 2014, ook hier eerst in enkele richting. Drie bijkomende stations werden geopend en sinds 31 maart 2017 worden alle stations buiten Teck Lee (dat nog in een woud gelegen is) bediend. De westelijke lus wordt nog niet in twee richtingen bediend, de richting van de treinstellen wijzigt om 15u 's middags. Van de start van de dienst tot 15u wordt tegen de klok gereden, van 15u tot het einde van de dienst wordt klokwijs gereden. De lijn heeft als functie om een woonwijk met veel hoogbouw een goede verbinding te bieden naar de metro van Singapore. Beide lussen eindigen op het metrostation Punggol met overstapmogelijkheid tussen de twee oostelijke trajecten en het (wisselend) westelijk traject op de North East Line.

## Materieel
Het materieel op rubberbanden met betonnen balken 1850 mm breedspoor is geleverd door de Mitsubishi Group. Gekozen werd voor Crystal Movers C810s en C810As van Mitsubishi Heavy Industries.
Zowel de metrostellen van de North East Line als de Crystal Movers van de people-movertrajecten van Sengkang en Punggol worden onderhouden en gestald in het Sengkang depot, gelegen aan Sengkang West Avenue. Vanuit dit depot zijn er ondergrondse verbindingen met de metrolijn en bovengrondse verbindingen met de Sengkang Lightrail. Deze laatste bevinden zich tussen de stations SW6 Layar en SW7 Tongkang. De wagens van de Punggol Lightrail kunnen vanuit dit depot opereren door een dienstverbinding tussen SW1 Cheng Lim op de Sengkang Lightrail en PW7 Soo Teck op de Punggol LRT.
De Crystal Movers reden initieel als treinstellen met een enkele wagon en een capaciteit van 105 personen. Vanaf eind 2016 reden op de twee trajecten op de oostelijke lus treinstellen tijdens de ochtend- en avondpiek van twee gekoppelde wagons en een capaciteit van 204 passagiers.

## Toekomst
Punggol is anno 2017 nog volop in ontwikkeling. De planning van de overheid van Singapore voorziet in bijkomende capaciteit voor het openbaar vervoer. De North East Line waarvan het metrostation Punggol de huidige terminus is wordt verlengd met 1,6 km spoor en een nieuw eindstation, Punggol Coast vanaf 2023. De geplande Cross Island Line, wat de achtste metrolijn van Singapore rond 2030 wordt, heeft als een van de eindpunten het metrostation Punggol en zou ook kruisen met de Punggol Lightrail in het station Riviera (PE4) op de oostelijke lus.
Het is een optie dat de ontwikkeling van de regio rond het huidige station Teck Lee in noordoostelijke richting verder wordt gezet. Daarom is bij de bouw van de Punggol Lightrail de mogelijkheid opengelaten bij dit station een aftakking van de huidige westelijke lus voor een eventuele derde lus te realiseren.